# William Fechteler
William Morrow Fechteler (ur. 6 marca 1896 w San Rafael, zm. 4 lipca 1967 w Bethesda) – amerykański wojskowy, admirał United States Navy, który pełnił obowiązki Szefa Operacji Morskich od roku 1951 do prezydentury Eisenhowera. Był synem kontradmirała Augustusa Fechtelera.

## Życiorys
Fechteler urodził się w San Rafael w Kalifornii. W roku 1916 ukończył U.S. Naval Academy i w czasie I wojny światowej służył na pancerniku "Pennsylvania" (BB-38). W okresie dwudziestolecia międzywojennego otrzymywał różne przydziały zarówno na lądzie, jak i na morzu, gdzie dowodził niszczycielem "Perry" (DD-340).
W latach 1942–1943 komandor Fechteler pracował w Bureau of Navigation (późniejszym Bureau of Naval Personnel), a następnie dowodził pancernikiem "Indiana" (BB-58) na Pacyfiku. Awansowany na początku 1944 roku do stopnia kontradmirała dowodził do marca 1945 roku 8 Grupą Amfibijną Siódmej Floty, biorąc udział w operacjach desantowych na Wyspach Admiralicji, Morotai, Leyte i w kilku miejscach na Filipinach. Do końca 1945 roku pełnił obowiązki zastępcy szefa Naval Personnel, w Waszyngtonie, a następnie dowódcy grupy pancerników i krążowników Floty Atlantyku, by w lutym 1950 roku zostać dowódcą tej formacji.
W sierpniu 1951 roku admirał Fechteler został mianowany szefem operacji morskich, które to stanowisko objął po śmierci admirała Forresta Shermana. Jako CNO Fechteler był odpowiedzialny za działania floty US Navy na Dalekim Wschodzie podczas wojny koreańskiej i w Europie. W latach 1951–1952 odbył dwie podróże transatlantyckie i jedną do Azji. Kontynuował – w obliczu narastającego kryzysu ekonomicznego – rozbudowę floty, zwłaszcza lotniskowców, a ponadto pracował nad zwiększeniem uposażeń i świadczeń dla personelu US Navy.
Gdy prezydentem został w roku 1953 Dwight Eisenhower, nowa administracja postanowiła wymienić wszystkich dowódców sił zbrojnych Stanów Zjednoczonych. Admirała Fechtelera w sierpniu 1954 roku zastąpił nowy CNO, admirał Robert B. Carney, on zaś został dowódcą sił alianckich w południowej Europie. Do roku 1956, kiedy odszedł na emeryturę, pracował w swej kwaterze w Neapolu. Przez kilka następnych lat Fechteler był konsultantem firmy General Electric.